# Augustenstift zu Schwerin

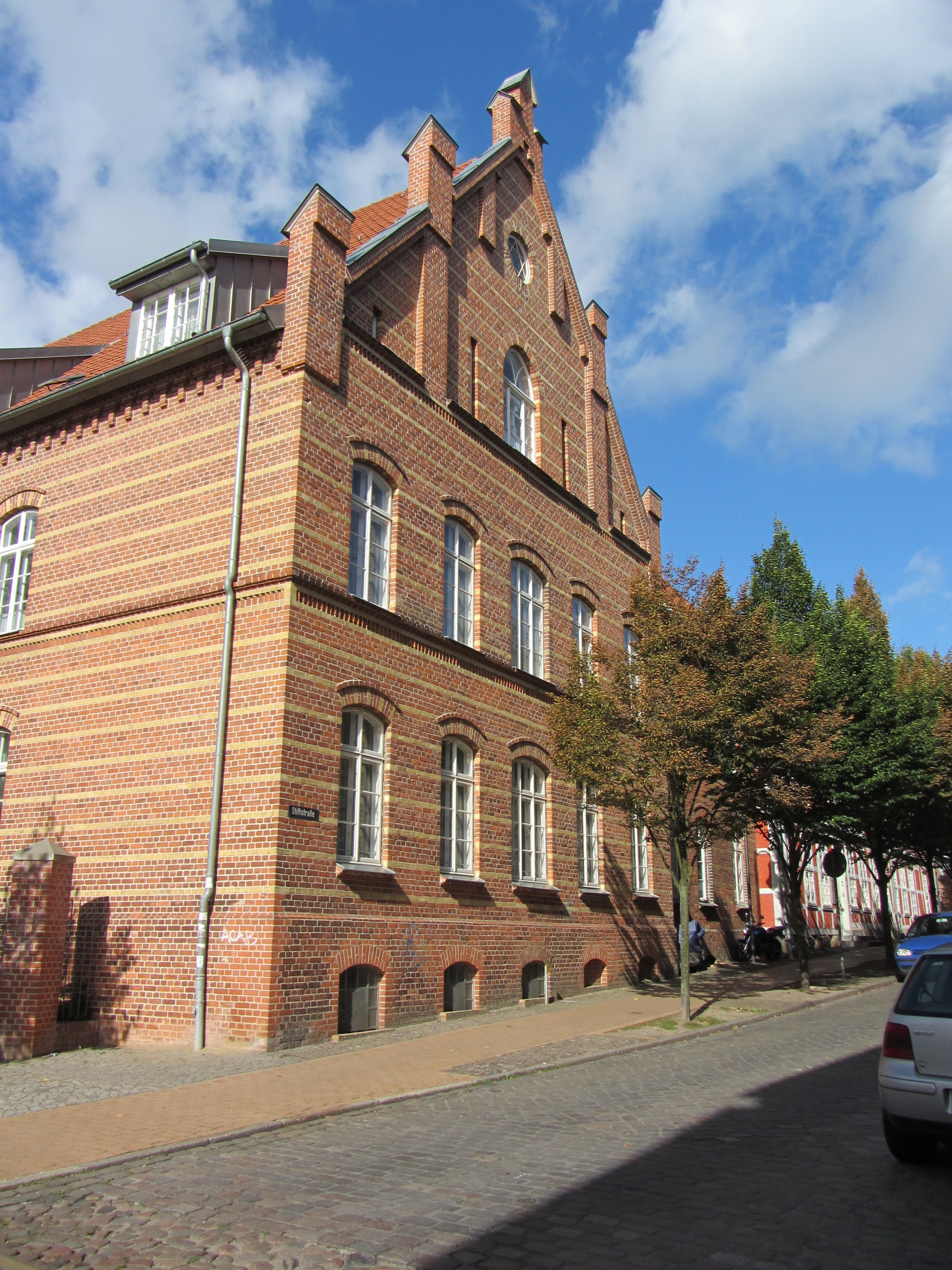
Augustenstift in der Stiftstraße

Das Augustenstift zu Schwerin, Feldstadt, Stiftstraße 9a/9b, ist eine kirchlich-diakonische Stiftung. Sein Altgebäude ist ein Baudenkmal in Schwerin. Heute ist das Augustenstift mit Alt- und verschiedenen Neubauten eine Senioreneinrichtung im Verbund mit der Diakonie, mit Wohnen und Pflege, Kurzzeit- und Tagespflege, ambulantem Pflegedienst und dem Zentrum Demenz.

## Geschichte

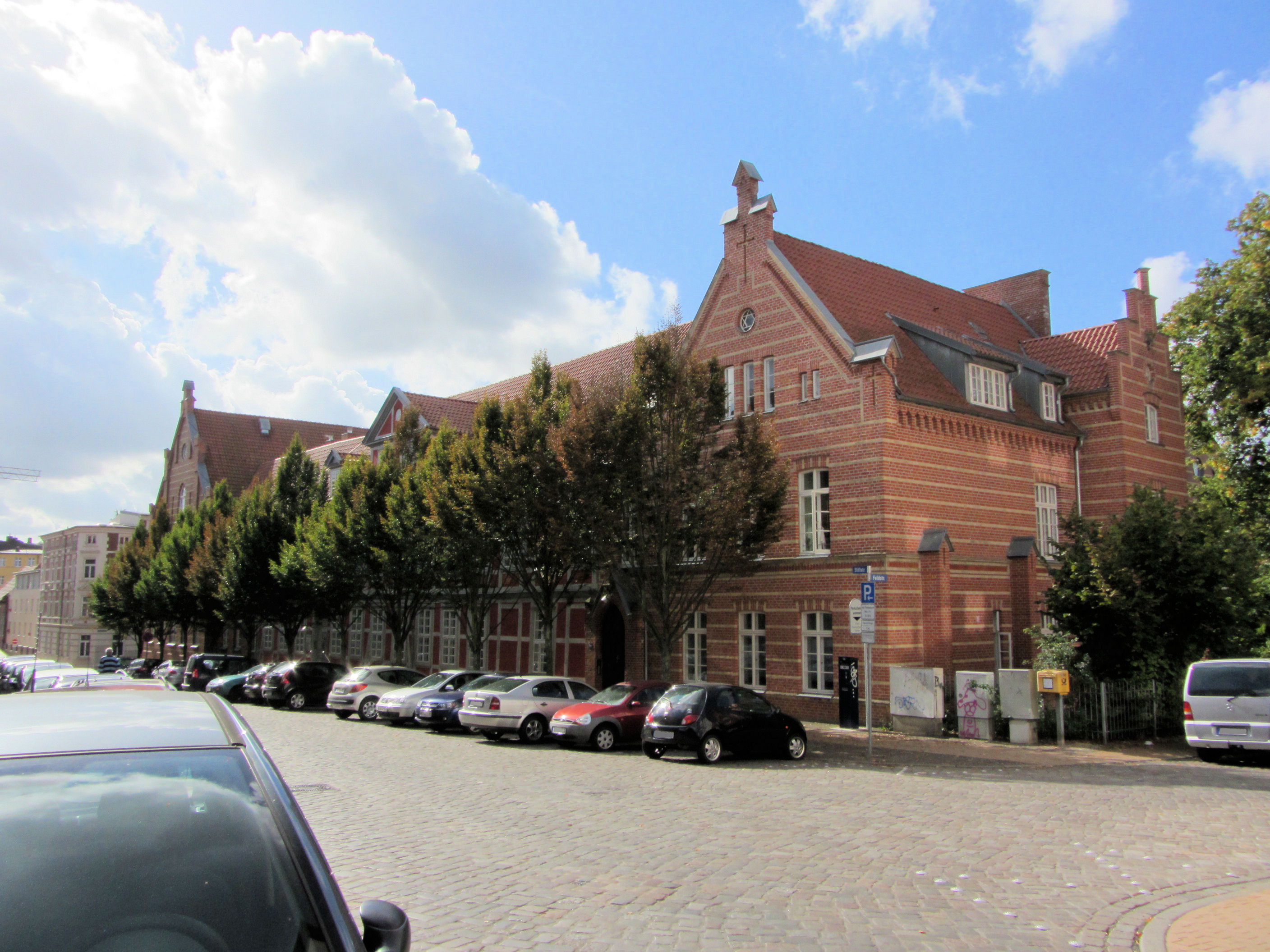
Augustenstift, Stiftstraße

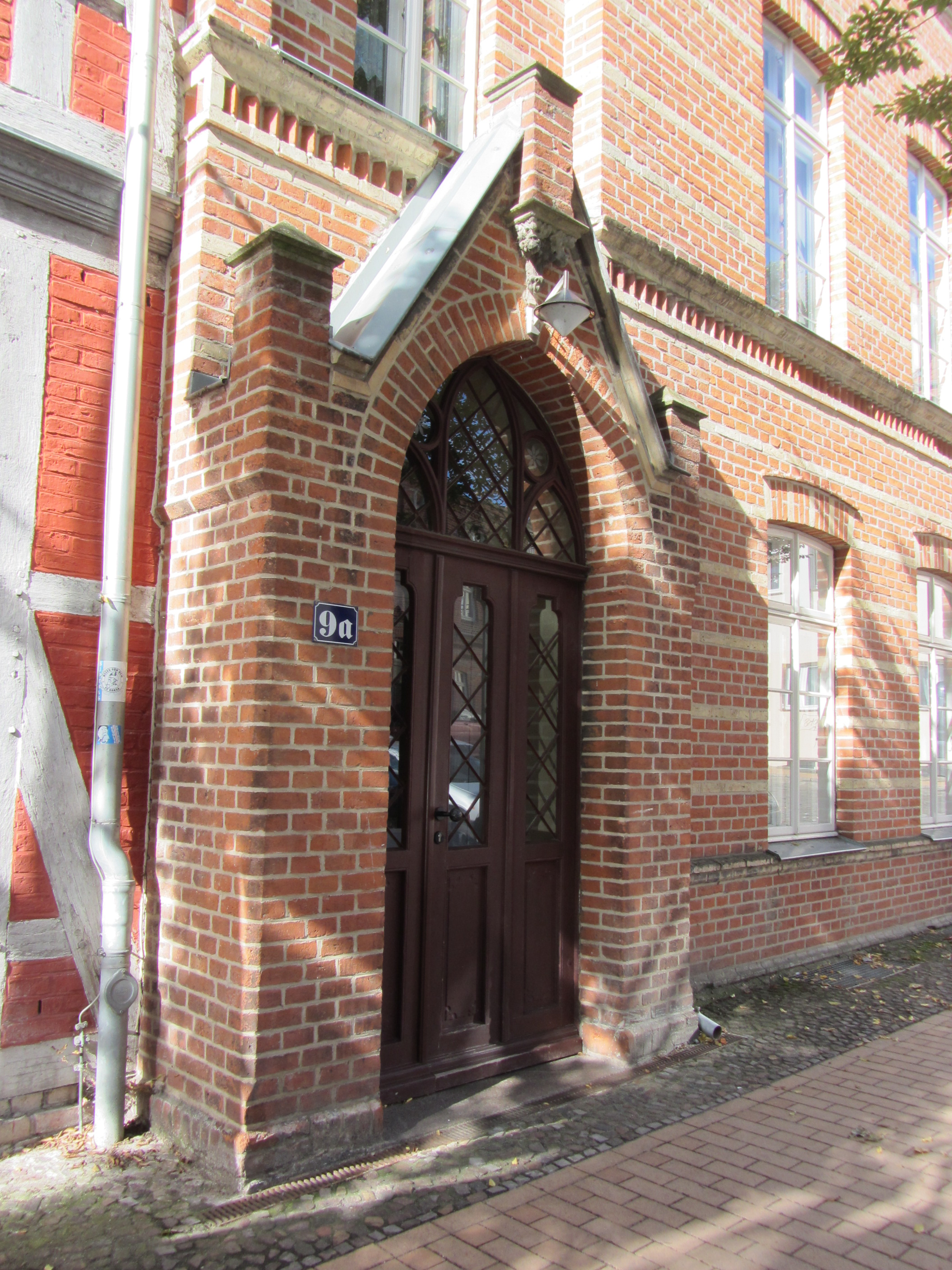
Eingang 9a, Stiftstr.

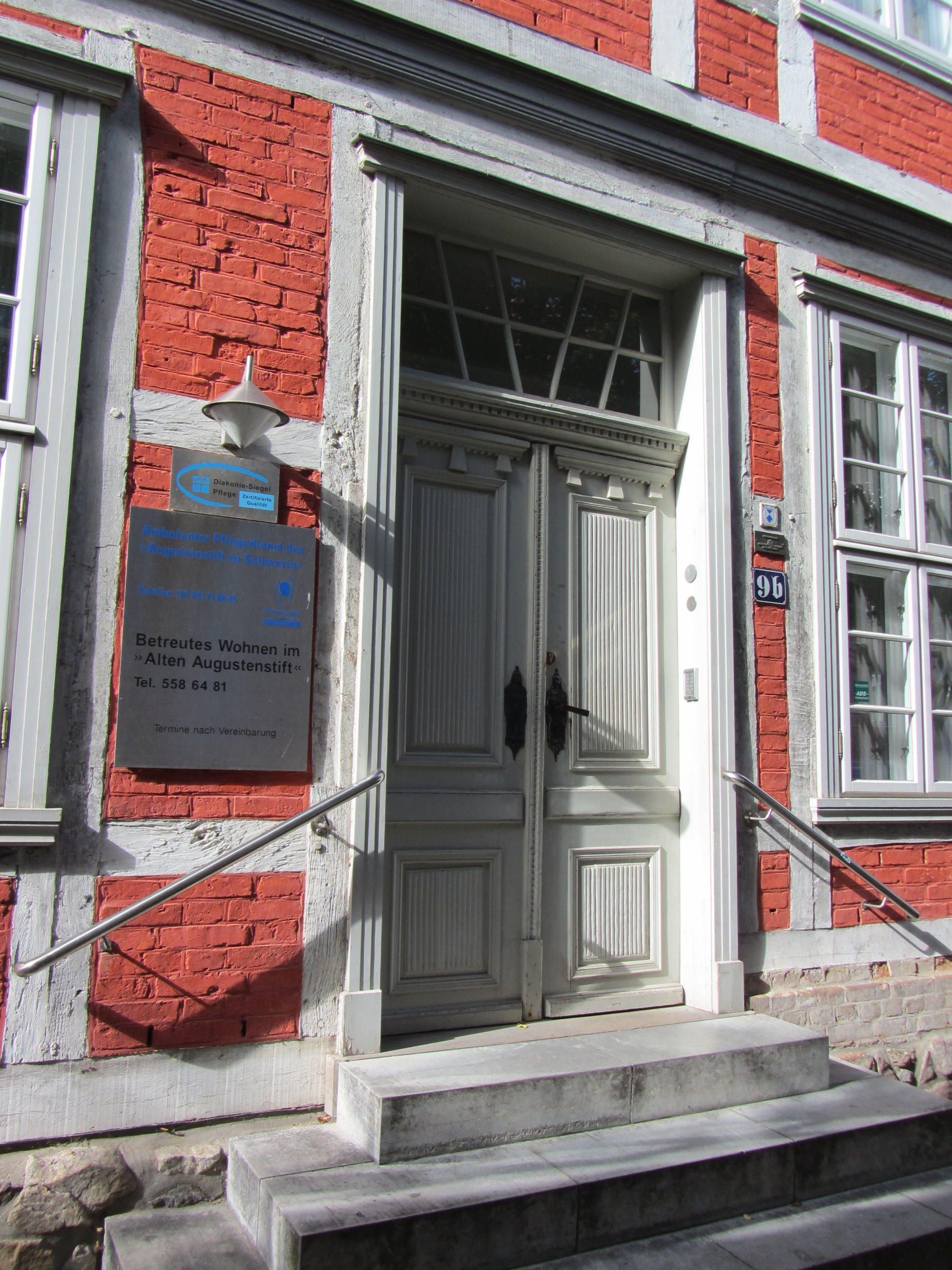
Eingang 9b, Stiftstr.

1840/41 wurde die Vorstadt in das Stadtgebiet einbezogen. Es handelt sich im Wesentlichen um ein gründerzeitliches Wohngebiet. Durch die vorhandenen dörflichen Wege und die leicht hügelige Topografie entstand eine zunächst ungeplante Entwicklung. Schwerins Baumeister Georg Adolf Demmler versuchte in dem Erweiterungs- und Verschönerungsplan der Residenzstadt Schwerin von 1862/63 das Gebiet besser an Schwerins Altstadt anzubinden.
Ein altes Schießhaus befand sich seit der Mitte des 17. Jahrhunderts auf dem Areal. 1694 und 1697 wurde ein neuer Schießstand gebaut, der in Teilen als Fachwerkbau von 1801 erhalten blieb. 1850 mehrten sich die Beschwerden der Bewohner und die Schießstände wurden auf das Schelfwerder verlagert.
1852 hatte sich auf Anregung des damaligen Dompastors Böckler ein Frauenverein gegründet, der sich der Unterstützung von Armen und in Armut lebenden Kranken widmen wollte – der Schweriner Krankenverein. Ida Masius übernahm 1853 die Leitung des Vereins. Großherzog Friedrich Franz II. ließ 1853 in der damaligen Großen Schützenstraße (heute Stiftstraße) die ehemaligen Schießhäuser der Schweriner Altstädtischen Schützenzunft kaufen. Der Umbau der Gebäude zu einem vom Großherzog mit Mitteln der von ihm begründeten und nach seiner Ehefrau Auguste benannten Wohltätigkeitsstiftung geplanten Armen- und Arbeitshaus gestaltete sich jedoch schwierig und ruhte schließlich ganz. 1854 wandte sich der Schweriner Krankenverein unter Leitung von Ida Masius an den Stiftsvorstand und Oberkirchenrat, mit der Bitte, in dem leerstehenden Haus ein Haus zur Pflege alter, alleinstehender, hilfsbedürftiger Menschen einzurichten. Der Oberkirchenrat genehmigte die Überlassung von Gebäuden und Ländereien an den Schweriner Krankenverein zum Nießbrauch, der Großherzog übertrug seinen Vorbehalt auf „Einsicht und Einwirkung“ auf den Aufbau der Einrichtung (Protektorat) auf seine Ehefrau. Das „Augustenstift“ wurde von Ida Masius konzipiert und die Gründungsphase von ihr geleitet – beides im Einvernehmen mit der Großherzogin Auguste. Ihr Konzept beinhaltete neben modernen pflegerischen und hygienischen Standards sowie einer erstklassigen medizinischen Versorgung erstmals auch die Berücksichtigung der Ansprüche älterer Menschen hinsichtlich noch möglicher sinnvoller Beschäftigung, Aufenthalt und Bewegung an der frischen Luft, altersentsprechenden Kostformen und geselligem Miteinander. Damit hatte eine solche Einrichtung erstmalig nicht mehr nur Unterbringungscharakter.
Am 3. August 1855 – Ida Masius 31. Geburtstag – eröffnete das evangelische Augustenstift seine Arbeit mit der Armen- und Altenpflege. Ida Masius wurde 1. Vorsteherin des Augustenstiftes und erhielt ein Arbeitszimmer im Gebäude. Am 7. März 1860 erhielt das Stift die Rechte einer juristischen Person; 1861 als evangelische Stiftung (pium corpus). Im großen Saal finden seit 1862 regelmäßige Gottesdienste statt. Zwischen Ida Masius und der Großherzogin war eine so enge Beziehung entstanden, dass sie 1862 an das Sterbebett der Großherzogin gerufen wurde.
Für den zunehmenden Bedarf wurde die Anlage erweitert. 1862 kam der Nordflügel für die Männer dazu. 1873/74 erfolgte der südwestliche zweigeschossige Hofanbau. 24 Männer und 24 Frauen wohnten nunmehr in der Anlage.
Der Marienflügel von 1873/74 wurde 1878 im Dachgeschoss ausgebaut, 1945 durch Bomben zerstört und 1950 abgebrochen. 1880 versorgte das Stift 66 Personen, darunter 19 Sieche (dauerhaft Pflegebedürftige).
Die neugotische Stiftskapelle von 1881 entstand nach Plänen von Baurat Theodor Krüger; 1945 wurde sie durch Bomben schwer beschädigt und 1950 abgebrochen.

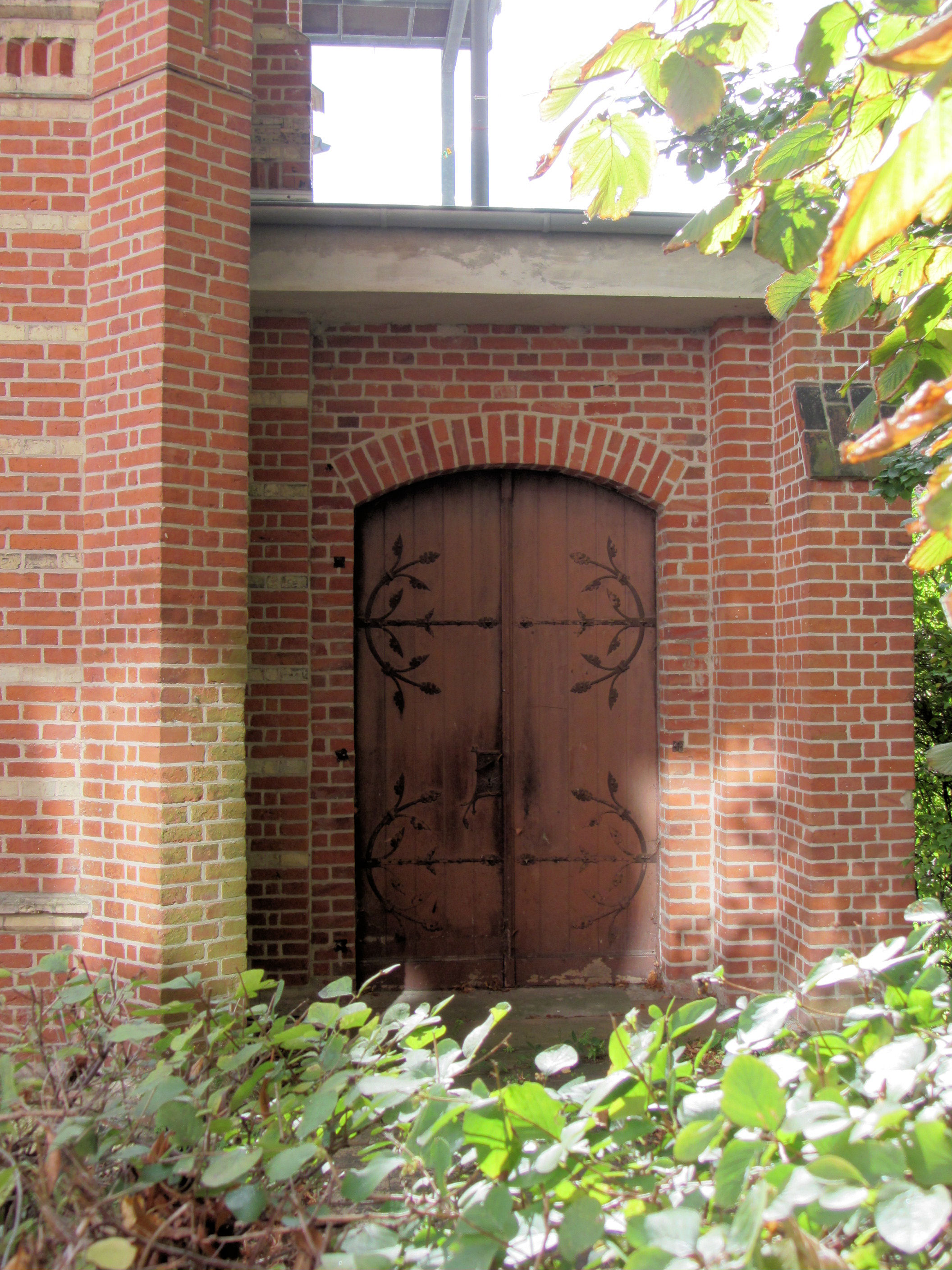
Portal, einziger  erhaltener Bauteil der Kapelle
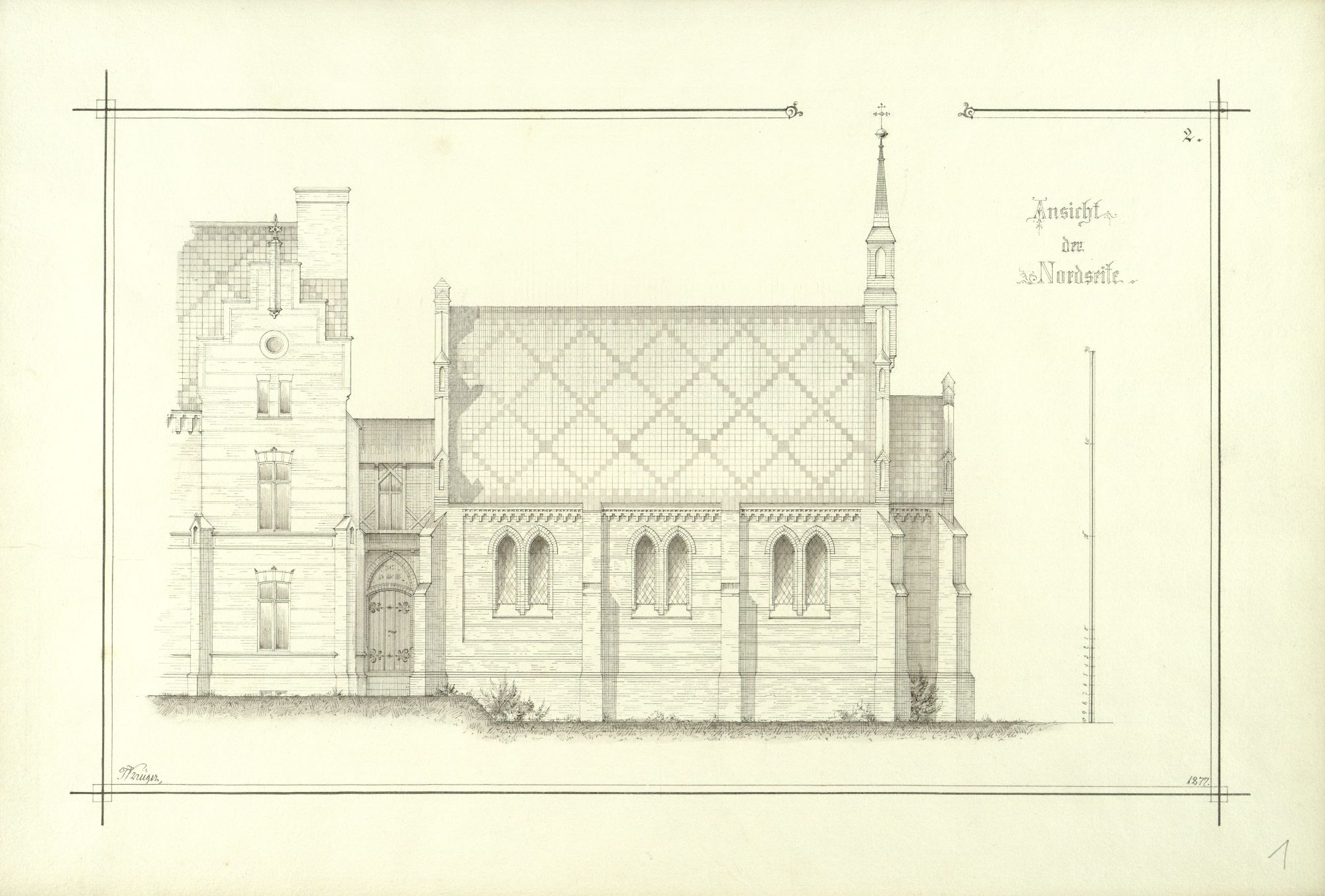
Kapelle, Nordseite
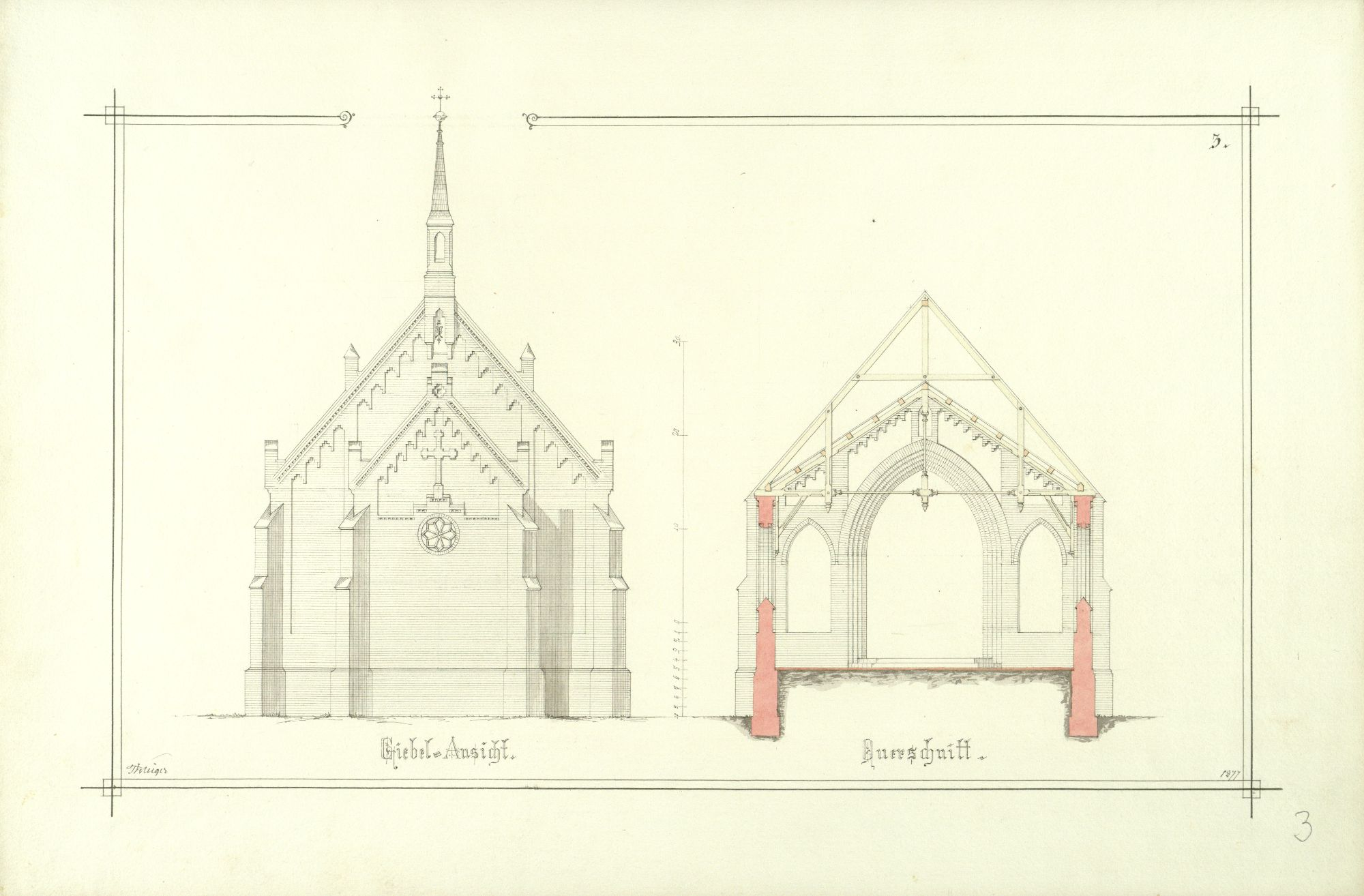
Kapelle, Giebel
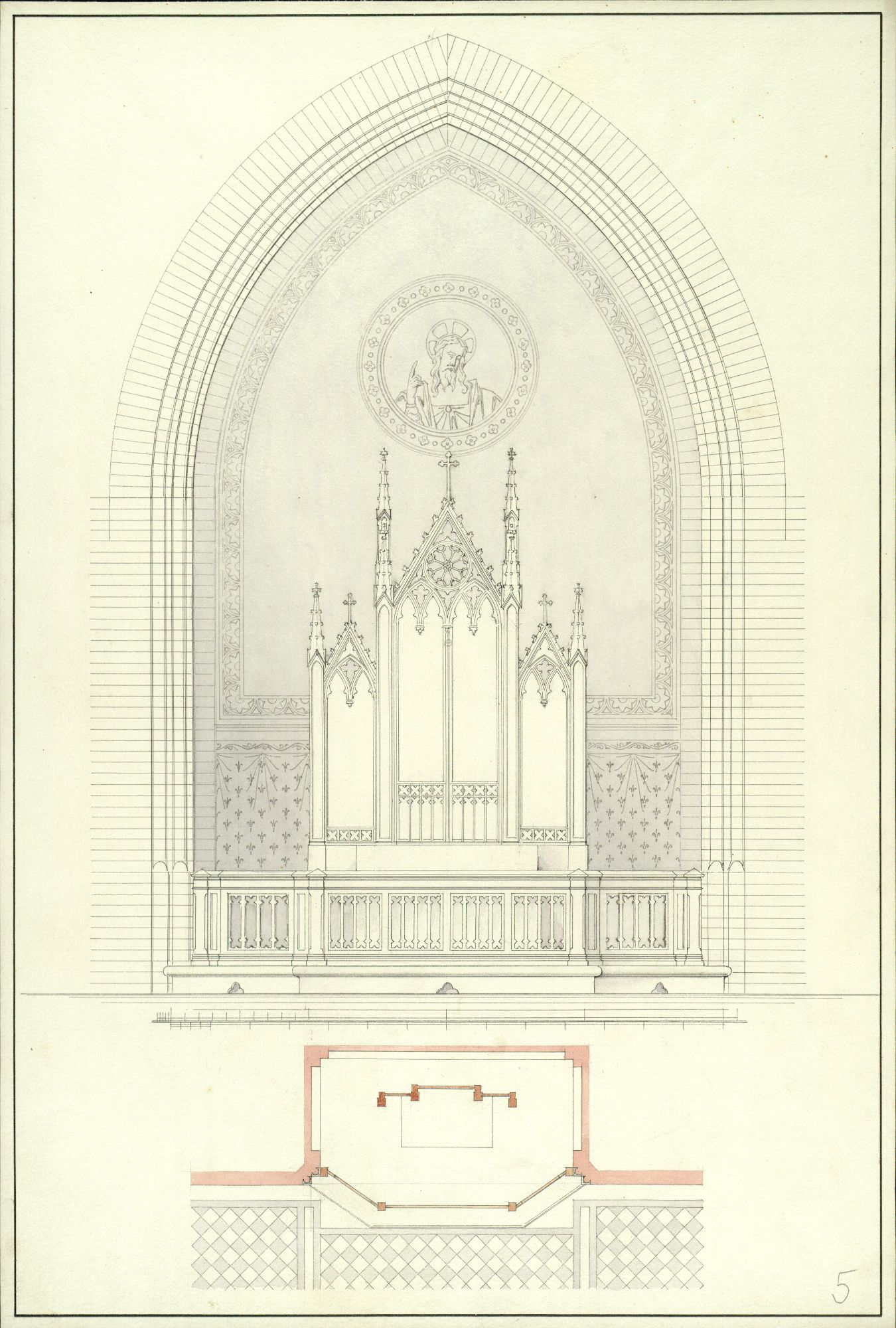
Kapelle, Altar

1905 erhielt das Augustenstift im Zuge einer Sanierung sein heutiges Aussehen. Durch Bomben im Zweiten Weltkrieg wurden hofseitige Gebäudeteile zerstört. Das zerstörte Wirtschaftsgebäude wurde 1946 wiedererrichtet. Leerstände und ein Mangel an erforderlicher Bauunterhaltung führten zu einem maroden Zustand bis zum Ende der 1980er Jahre.
Nach der Wende wurde der Stadtteil 1991 in das Programm der Städtebauförderung aufgenommen; das Augustenstift hatte dabei größere Bedeutung.

### Neubau Alten- und Pflegeeinrichtung
Die ev. Altenhilfe- und Pflegeeinrichtungen Augustenstift baute auf 8000 m² Fläche von 1993 bis 1995 zwischen Schäfer- und Feldstraße nach Plänen von Hartmut Gothe und Jürgen Steen (Lübeck) eine viergeschossige Einrichtung mit etwa 110 Betten in den Stationen und mit den Verwaltungs-, Gemeinschafts- und Funktionsräumen im Erdgeschoss. Prägend sind bei den drei differenzierten Flügeln die rot/weiß gesteifte Fassadengestaltung und die dreieckigen Erker in den drei Obergeschossen.

### Sanierung der Altbauten
Die historisch wichtigsten Bauten in der Feldstadt wurden nach umfangreichen Voruntersuchungen ab 1998 bis 2001 nach Plänen von Gothe und Steen saniert.

#### Fachwerkbau
Der Fachwerkbau – der frühere Schießstand – war noch auf Feldsteinen gegründet. Einige wenige Holzbauteile stammten noch von 1803, die Treppe von 1850 und das Holz der 1802/03 eingebauten Eichenholzsäulen aus der zweiten Hälfte des 16. Jahrhunderts; der Renaissancestil blieb sichtbar erhalten. Die meisten Fenster wurden zur DDR-Zeit erneuert und mussten nun im Stil des 19. Jahrhunderts ausgetauscht werden. Manche Bauelemente des Fachwerks mussten bis zu 60 % erneuert werden. Die bei der Sanierung gewählte Farbgebung entspricht der ersten Farbfassung (17./18. Jh.).

#### Nördlicher Flügelanbau

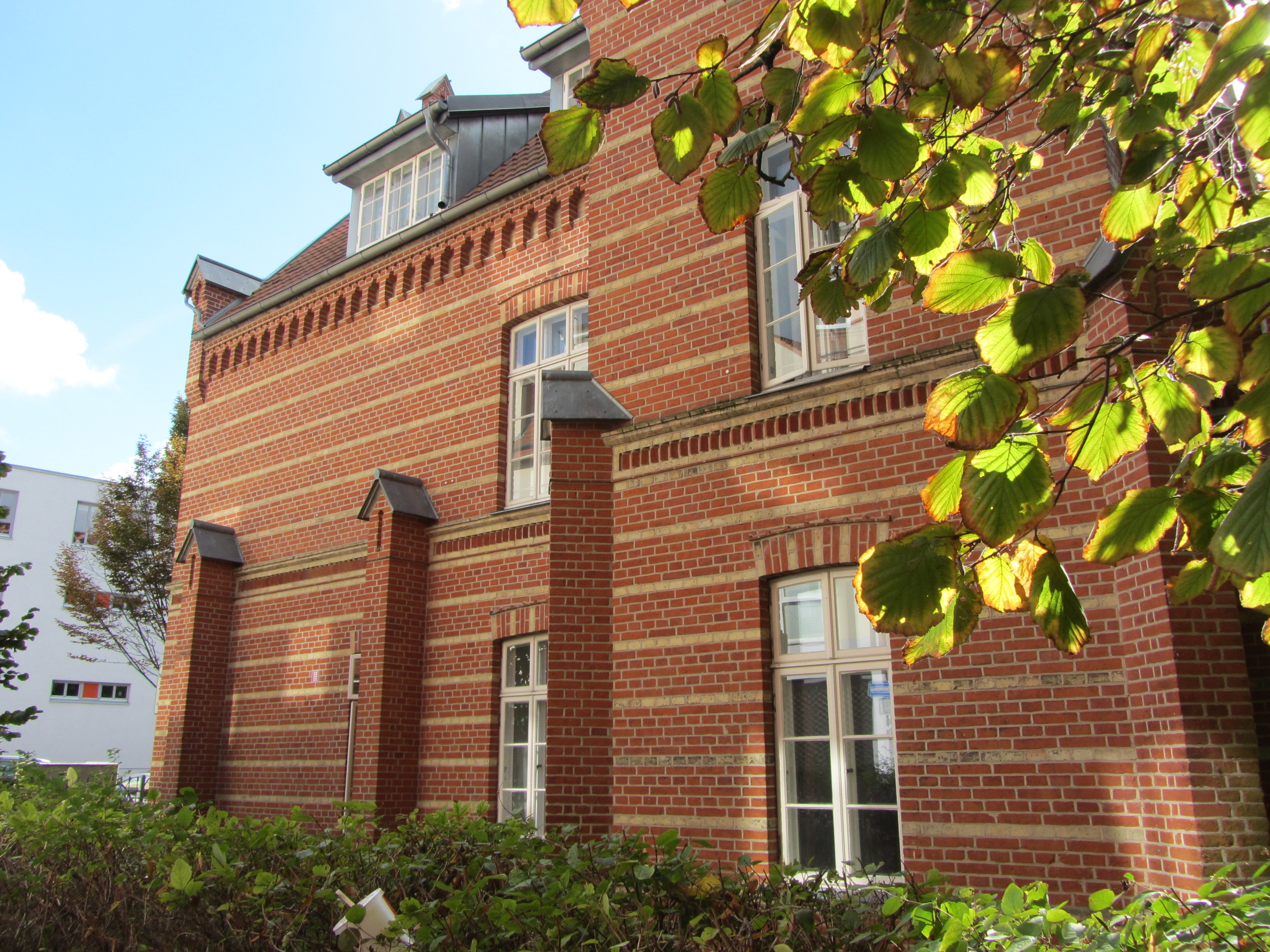
Ansicht Feldstraße

Das zweigeschossige neugotische Bauwerk mit einem nördlichen Querhaus mit Rundbogenfenstern und Eingang hatte 1860 der Architekt Hermann Willebrand entworfen. Die Rotsteinfassade an der Feldstraße wird gegliedert durch gelbe Klinkerbänder, den dreistufigen Treppengiebel des Querhauses und die eingeschossigen Pfeilervorlagen. Die Schädigungen im Dachbereich wurden saniert. Der geschädigte Giebel zur Feldstraße konnte in der früheren Form wiederaufgebaut werden, einschließlich der Bekrönung im Giebelfirst. Das historische Treppenhaus, die Dreifüllungszimmertüren, die bleiverglasten Schmuckfenster und der neugotische Windfang blieben erhalten. Eine Terrasse und der Balkon zur Hofseite am Giebel mit einer Art Giebelreiter erhöhen die Aufenthaltsqualität.

#### Südlicher Flügelanbau

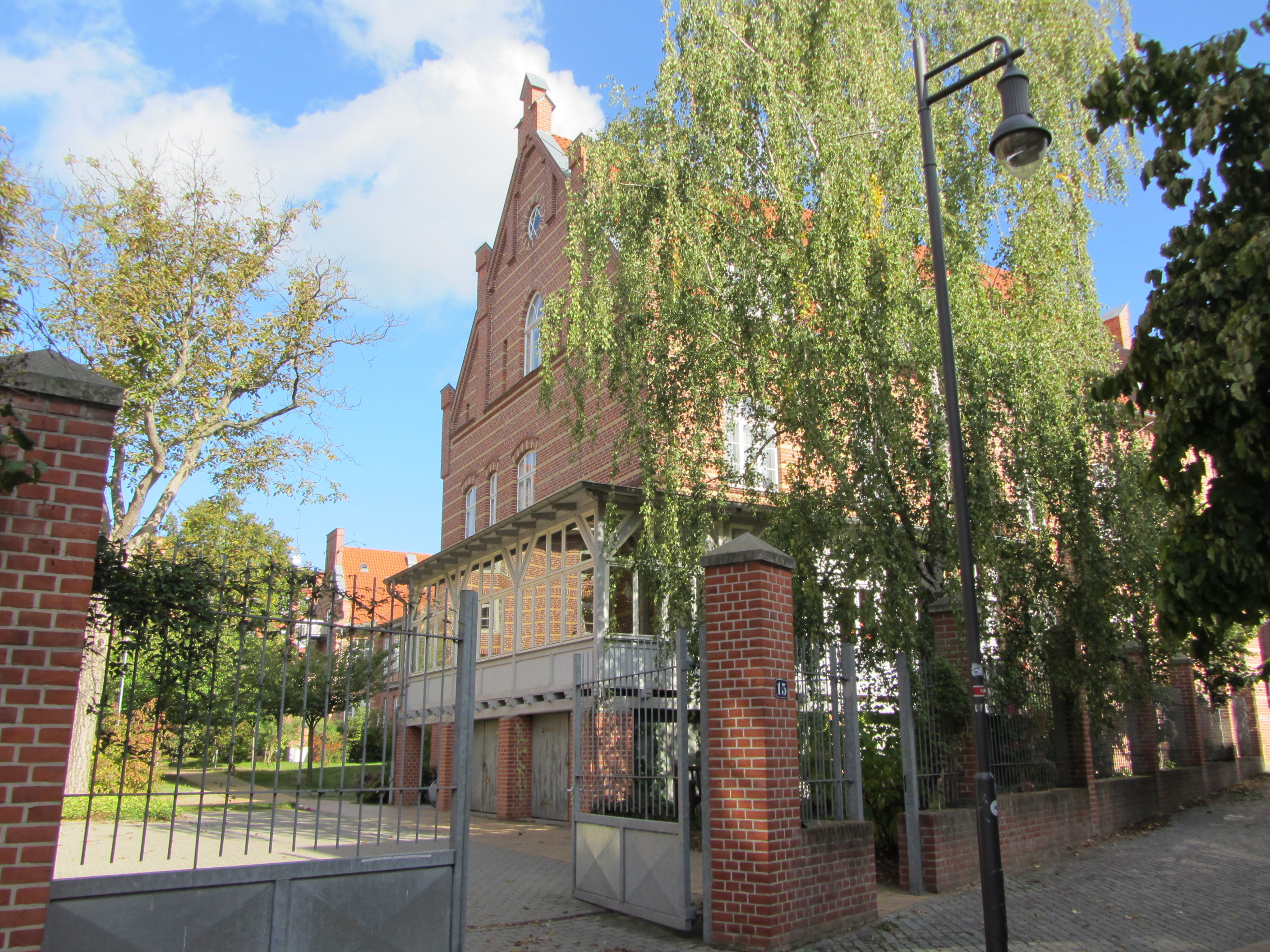
Ansicht Schäferstraße, Stufengiebel und Veranda

Das ehemalige Männer-Siechenhaus von 1905 nach Plänen von Oberbaurat Georg Daniel wurde mit sonderformatigen Ziegelsteinen gebaut, die bei der Sanierung nachgebrannt werden mussten. Geprägt wird das Gebäude durch das hohe Satteldach. Markant ist der Stufengiebel mit seinem Zinnenbesatz. Die Fenster haben einen Stichbogen. Die hölzerne Veranda mit ihren zeittypischen Zierelementen von 1937 musste nachgefertigt werden. Das Dachgeschoss erhielt beim Ausbau nunmehr größere Schleppgauben.

### Neubau Gartenhöhe
Dieses zweigeschossige Haus Kurzzeitpflege Gartenhöhe (Nr. 6b) bzw. Zentrum Demenz von 2003/05 mit 24 Plätzen entstand in der Nähe nach einem Wettbewerb nach Plänen von Rüdiger Franke (Hamburg) als 3/4-rundes Bauwerk mit Flach- und Pultdächern.

## Stiftung
Das Augustenstift ist eine rechtsfähige kirchliche Stiftung des bürgerlichen Rechts aufgrund der Verleihungsurkunde vom 7. März 1860. Die Stiftungsaufsicht wird durch das Landeskirchenamt der Evangelisch-Lutherischen Kirche in Norddeutschland wahrgenommen. Als Zweck der Stiftung gibt die Satzung an, „durch das Errichten und Betreiben von Einrichtungen der stationären, teilstationären und offenen Altenhilfe sowie der häuslichen Krankenpflege die Betreuung hilfsbedürftiger Menschen zu gewähren.“ Die Stiftung ist als rechtlich selbstständige Einrichtung ein Werk des Evangelisch-Lutherischen Kirchenkreises Mecklenburg in der Evangelisch-Lutherischen Kirche in Norddeutschland. Sie ist dem Diakonischen Werk Mecklenburg-Vorpommern e. V. und damit dem Diakonischen Werk der Evangelischen Kirche in Deutschland als anerkannter evangelischer Spitzenverband der Freien Wohlfahrtspflege angeschlossen.